# 판타지 영화

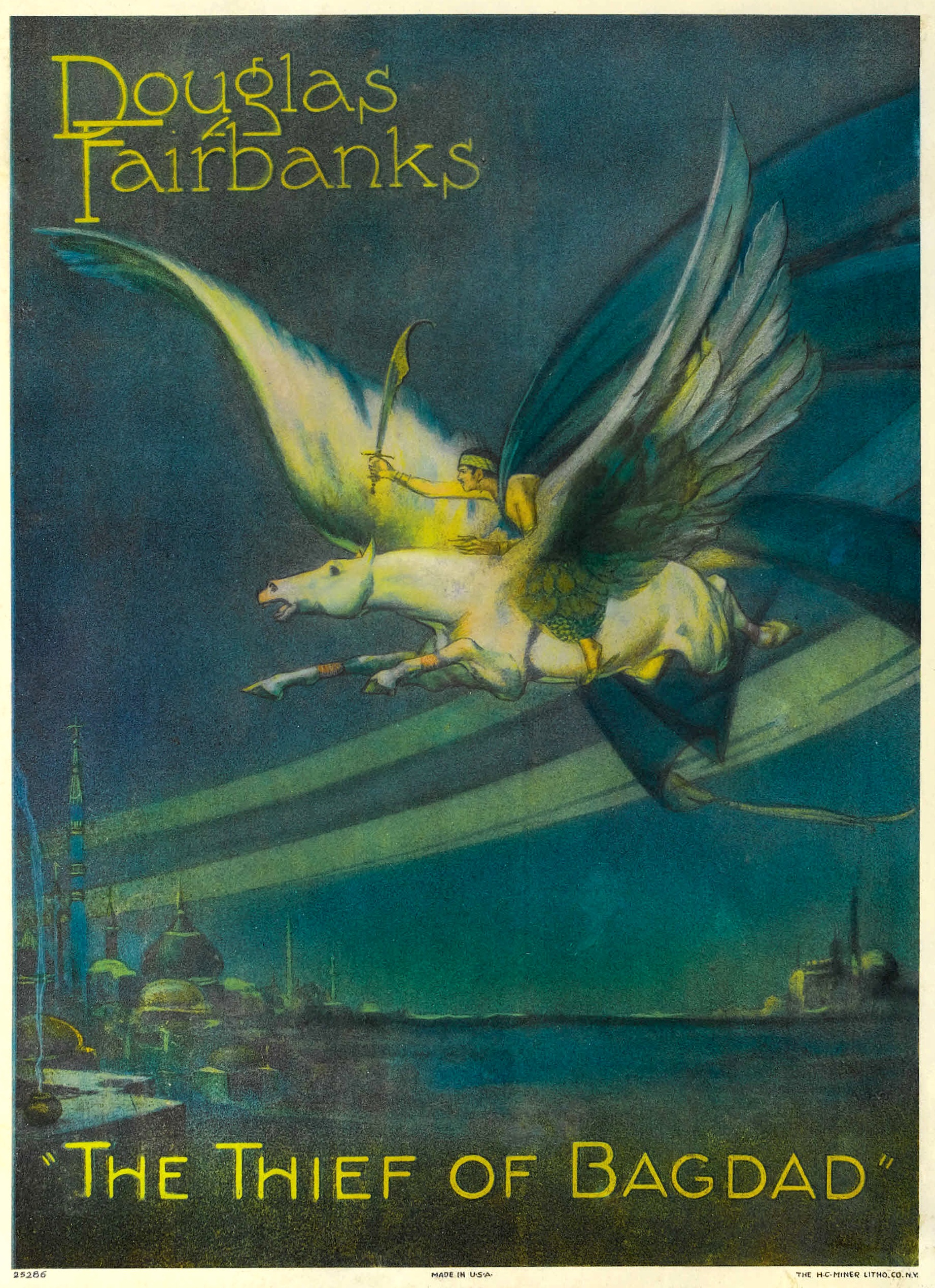
1924년 미국 판타지 영화인 바그다드의 도둑 포스터.

판타지 영화(fantasy film)는 환상적인 테마를 가진 판타지 장르에 속하는 영화로, 보통 마법, 초자연적 현상 사건, 신화학, 민속, 또는 이국적인 환상 세계를 다룬다. 이 장르는 SF 영화 및 공포 영화와 함께 사변물의 한 형태로 간주되지만, 장르 간에 중첩되는 부분이 있다. 판타지 영화는 종종 마법, 신화, 경이로움, 현실도피, 그리고 비범함의 요소를 포함한다.

## 하위 장르
판타지 영화에는 여러 하위 범주가 존재하지만, 판타지 문학과 마찬가지로 이러한 하위 장르 간의 경계는 다소 유동적이다.
영화에서 가장 흔하게 묘사되는 판타지 하위 장르는 하이 판타지와 검마 판타지이다. 두 범주 모두 일반적으로 중세 시대와 유사한 배경, 마법사, 마법 생물 및 판타지 이야기와 일반적으로 관련된 다른 요소를 사용한다.
하이 판타지 영화는 더 풍부하게 발전된 판타지 세계를 특징으로 하며, 캐릭터 중심적이거나 주제적으로 더 복잡할 수 있다. 종종, 하이 판타지 영화는 겸손한 출신의 영웅과 선과 악의 명확한 구분을 대규모 서사적 투쟁에서 서로 대립시킨다. 많은 학자들은 J. R. R. 톨킨의 반지의 제왕 소설을 문학에서 하이 판타지의 전형적인 현대적 예로 인용하며, 피터 잭슨의 최근 영화 각색본은 스크린에서 하이 판타지 하위 장르의 좋은 예이다.
검마 판타지 영화는 하이 판타지보다 줄거리 중심적이며 액션 시퀀스에 중점을 두는 경향이 있으며, 종종 육체적으로 강력하지만 세련되지 못한 전사를 사악한 마법사나 다른 초자연적인 적과 대결시킨다. 검마 판타지 영화는 하이 판타지 영화에서 발견되는 선과 악의 대규모 전투를 묘사하기도 하지만, 영웅이 취약한 처녀나 마을을 보호해야 하는 필요성, 심지어 복수심과 같은 더 즉각적인 동기를 가질 수 있다.
예를 들어, 로버트 E. 하워드의 야만인 코난의 1982년 영화 각색본은 영웅의 복수 퀘스트와 한 명의 과대망상적인 적을 저지하려는 노력에 관한 개인적인 (서사적이지 않은) 이야기이며, 그 과정에서 아름다운 공주를 구한다. 일부 비평가들은 이러한 영화를 검마 판타지 대신 검과 샌들이라는 용어로 지칭하기도 하지만, 다른 이들은 검과 샌들 라벨은 지구의 고대사를 배경으로 하는 판타지 영화의 하위 집합에만 사용되어야 한다고 주장하며, 또 다른 이들은 환상적인 요소가 전혀 없는 영화까지 이 용어를 확장한다. 일부에게 검과 샌들 용어는 저품질 대본, 형편없는 연기, 낮은 제작 가치를 가진 영화를 지칭하는 경멸적인 의미를 담고 있다.
최근 몇 년 동안 인기를 얻은 또 다른 중요한 판타지 영화 하위 장르는 현대 판타지이다. 이러한 영화는 오늘날의 "현실" 세계에서 일어나는 마법 효과나 초자연적인 현상을 특징으로 한다.
실사와 애니메이션이 결합된 영화로는 디즈니의 메리 포핀스, 피터의 용, 마법에 걸린 사랑, 그리고 로버트 저메키스 감독의 누가 로저 래빗을 모함했나가 있는데, 이들 또한 판타지 영화이지만 라이브 액션/애니메이션 하이브리드라고 더 자주 불린다 (이 중 두 편은 뮤지컬로도 분류된다).
내세를 배경으로 하는 판타지 영화인 뱅스 판타지는 덜 흔하지만, 1991년 앨버트 브룩스의 코미디 영화 영혼의 사랑과 같은 영화는 해당될 가능성이 높다. 다른 흔치 않은 하위 장르로는 역사 판타지와 로맨틱 판타지가 있는데, 2003년의 캐리비안의 해적: 블랙 펄의 저주는 이 두 가지 요소들을 성공적으로 결합했다.
위에서 언급했듯이, 슈퍼히어로 영화와 동화 영화는 각각 판타지 영화의 하위 장르로 간주될 수 있지만, 대부분은 이들을 완전히 별개의 영화 장르로 분류할 것이다.

## 판타지 영화와 영화 산업
영화 장르로서 판타지는 전통적으로 관련 장르인 SF 영화만큼 높이 평가되지 않았다. 최근까지 판타지 영화가 종종 열등한 제작 가치, 과장된 연기, 그리고 확실히 형편없는 특수 효과라는 "검과 샌들"의 폐해를 겪었다는 사실은 판타지 영화의 낮은 평가에 중요한 요인이었음이 분명하다.
그러나 2000년대 초반부터 이 장르는 톨킨의 반지의 제왕과 J. K. 롤링의 해리 포터 시리즈의 성공적인 각색에 힘입어 새로운 위상을 얻었다. 잭슨의 반지의 제왕 3부작은 야심 찬 규모, 진지한 분위기, 주제의 복잡성으로 주목할 만하다. 이 영화들은 경이로운 상업적, 비평적 성공을 거두었으며, 3부작의 세 번째 작품은 아카데미 작품상을 수상한 최초의 판타지 영화가 되었다. 해리 포터 시리즈는 엄청난 재정적 성공을 거두었고, 디자인, 주제의 정교함과 감정적 깊이, 거친 현실감과 어둠, 서사적 복잡성, 캐릭터 묘사로 비평가들의 찬사를 받았으며, 방대하고 충성스러운 팬층을 자랑한다.
이러한 성공에 힘입어 할리우드 스튜디오들은 이 장르에서 추가적인 블록버스터급 작품들을 제작하기 시작했다. 여기에는 C. S. 루이스의 나니아 연대기와 청소년 소설인 에라곤의 첫 번째, 두 번째, 세 번째 책의 각색뿐만 아니라 수전 쿠퍼의 《더 다크 이즈 라이징》을 원작으로 한 더 다크 이즈 라이징, 코르넬리아 푼케의 《잉크하트》를 원작으로 한 잉크하트, 필립 풀먼의 《황금 나침반》을 원작으로 한 황금나침반, 홀리 블랙의 《스파이더위크가의 비밀》을 원작으로 한 스파이더위크가의 비밀, 니켈로디언의 TV 쇼 아바타: 아앙의 전설과 환타지아의 한 장면 (및 요한 볼프강 폰 괴테의 원작 시) 마법사의 제자 등이 포함되었다.
반지의 제왕 영화, 나니아 연대기 각색본 중 1편과 3편, 해리 포터 각색본 중 1, 2, 4, 7편 등 2000년대부터 시작된 많은 판타지 영화는 주로 11월과 12월에 개봉되었다. 이는 북반구 여름(6월~8월)에 자주 개봉되는 SF 영화와는 대조적이다. 그러나 캐리비안의 해적 영화 3편은 각각 2003년 7월, 2006년 7월, 2007년 5월에 개봉되었으며, 해리 포터 시리즈의 최신 개봉작은 2007년 7월과 2009년 7월에 개봉되었다. 이 영화들의 엄청난 상업적 성공은 할리우드의 블록버스터 판타지 영화 개봉 방식에 변화가 있음을 시사할 수 있다.
각본가이자 학자인 에릭 R. 윌리엄스는 그의 각본가 분류법에서 판타지 영화를 11가지 슈퍼 장르 중 하나로 식별하며, 모든 장편 서사 영화가 이 슈퍼 장르로 분류될 수 있다고 주장한다. 나머지 10가지 슈퍼 장르는 액션, 범죄, 공포, 로맨스, SF, 일상물, 스포츠, 스릴러, 전쟁 및 서부극이다.

## 역사
판타지 영화는 매체 자체만큼이나 오래된 역사를 가지고 있다. 그러나 1980년대까지는 판타지 영화가 상대적으로 적었고, 하이테크 영화 제작 기술과 관객의 관심 증가로 인해 장르가 번성하기 시작했다.
다음은 주목할 만한 판타지 영화들이다. 더 완전한 목록은 판타지 영화 목록을 참조하라.

### 1900–1920년대
무성 영화 시대에 가장 초기 판타지 영화는 1903년부터 프랑스 영화 개척자 조르주 멜리에스가 제작한 작품들이다. 이 중 가장 유명한 것은 1902년의 달세계 여행이었다. 무성 영화의 황금시대(1918~1926)에는 더글러스 페어뱅크스의 바그다드의 도둑 (1924), 프리츠 랑의 《니벨룽겐》 (1924), 그리고 《운명》 (1921)이 가장 뛰어난 판타지 영화였다. 이 장르의 다른 주목할 만한 작품으로는 F. W. 무르나우의 로맨틱 유령 이야기 유령, 엘모 링컨 주연의 타잔 - 엘모 린콘 편 1, 그리고 데이비드 와크 그리피스의 《사탄의 비애》가 있었다.

### 1930년대
유성 영화의 등장 이후, 1937년의 백설 공주와 일곱 난쟁이부터 1939년의 오즈의 마법사까지 모든 연령대의 관객들이 영화를 접하게 되었다. 이 시대에 주목할 만한 또 다른 영화는 1933년의 상징적인 영화 킹콩으로, H. 라이더 해거드의 1935년 소설 She와 같이 잃어버린 세계 판타지 소설 하위 장르에서 많은 부분을 차용했는데, 이 소설은 아프리카 탐험대가 "복종해야 하는 그녀"로 알려진 불멸의 여왕 아예샤를 발견하는 이야기를 다룬다. 프랭크 캐프라의 1937년 영화 잃어버린 지평선은 관객들을 히말라야의 환상적인 왕국 샹그릴라로 데려갔는데, 그곳의 주민들은 마법처럼 늙지 않았다. 30년대의 다른 주목할 만한 판타지 영화로는 1932년 조니 와이즈뮬러 주연의 타잔이 있으며, 에드거 라이스 버로스의 판타지-어드벤처 소설을 바탕으로 한 성공적인 유성 영화 시리즈를 시작했다. 또한 게오르크 빌헬름 팝스트가 감독한 1932년 영화 《아틀란티스의 여주인》도 있다. 1932년에는 유니버설 스튜디오의 괴수 영화 미이라가 개봉되어 공포와 로맨틱 판타지 트위스트를 결합했다. 이 10년의 더 가벼운 코미디 영화로는 1934년의 로맨틱 드라마 영화 《데스 테이크스 어 홀리데이》가 있는데, 프레드릭 마치가 죽음 역을 맡아 3일 동안 인간의 몸으로 삶을 경험하고, 1937년의 토퍼는 두 명의 유쾌한 유령에게 시달리는 남자가 그들의 삶을 좀 더 흥미롭게 만들려고 노력하는 이야기이다.

### 1940년대
1940년대에는 알렉산더 코다가 제작한 여러 풀컬러 판타지 영화가 등장했는데, 여기에는 오즈의 마법사에 비견되는 바그다드의 도둑 (1940)과 정글북 (1942)이 포함된다. 1946년, 장 콕토의 고전적인 미녀와 야수 각색본은 초현실주의적인 요소와 메르헨 장르의 경계를 초월한 점으로 찬사를 받았다. 더글러스 페어뱅크스 주니어 주연의 《신밧드 선원》 (1947)은 실제 환상문학적인 요소는 없지만 판타지 영화의 느낌을 준다.
제2차 세계 대전 중인 1940년대에는 초자연적인 만남과 뱅스 판타지 요소를 다룬 여러 다른 영화들이 제작되었다. 여기에는 1941년의 《비욘드 투모로우》, 악마와 다니엘 웹스터, 천국의 사도 조단, 1943년의 천국은 기다려준다, 뮤지컬 하늘의 오두막, 그리고 1947년의 유령과 뮤어 부인, 1948년의 《원 터치 오브 비너스》와 제니의 초상과 같은 로맨스 영화들이 포함된다.
"검마 판타지" 장르의 놀라운 예측은 1941년 이탈리아에서 알레산드로 블라제티에 의해 이루어졌다. 《철의 왕관》은 전설적인 철의 왕관(역사적으로는 고대 이탈리아의 왕관)을 둘러싼 두 가상 왕국의 투쟁을 전쟁, 잔혹성, 배신, 영웅주의, 성, 마법, 신비주의 등 블라제티가 찾을 수 있는 모든 동화와 전설 출처에서 가져온 사건의 소용돌이로 보여준다. 이 영화는 이전에 만들어진 어떤 영화와도 다르다. 실제로 《반지의 제왕》이 출판되기 15년 전에 완성되었다는 점을 고려하면, 방대하고 국가적인 서사 신화를 발명한 것은 천재적인 행위이다. 그리고 이야기는 모든 것을 삽입해야 하는 필요성 때문에 거칠고 자원도 제한적이지만, 블라제티는 아름답게 연출되고 디자인된 전투 및 군중 장면을 통해 적은 자원으로도 많은 것을 달성하는 방법을 보여준다.
판타지 영화로 분류되지는 않지만, 진 켈리의 닻을 올리고에는 톰과 제리의 제리 마우스와 진이 노래하고 춤추는 "춤출 수 없는 왕"이라는 판타지 시퀀스가 있었다.
이 영화들은 하이 판타지나 검마 판타지 영화에 공통적인 요소를 포함하지 않기 때문에 일부 현대 비평가들은 이들을 판타지 장르의 예로 간주하지 않는다.

### 1950년대
1950년대에는 세가지 약속과 닥터 수스가 각본을 쓴 The 5,000 Fingers of Dr. T.를 포함한 몇몇 주요 판타지 영화가 있었다. 장 콕토의 The Orphic Trilogy, 1930년에 시작하여 1959년에 완성된 이 작품은 그리스 신화를 기반으로 하며, 이 장르들 사이의 경계가 어떻게 그려지는지에 따라 판타지 또는 초현실주의 영화로 분류될 수 있다. 러시아 판타지 감독 알렉산드르 프투슈코는 러시아 동화를 바탕으로 세 편의 신화 서사극인 《사드코》 (1953), 일리아 무로메츠 (1956), 그리고 《삼포》 (1959)를 만들었다. 일본 감독 미조구치 겐지의 1953년 영화 《우게츠 이야기》는 일본 고전 유령 이야기에서 사랑과 배신을 가져왔다.
1950년대의 다른 주목할 만한 작품들 중 환상적인 요소를 특징으로 하고 때때로 판타지로 분류되는 영화로는 켈트 신화의 푸카를 특징으로 하는 하비 (1950), 찰스 디킨스의 크리스마스 캐럴의 1951년 각색본인 《스크루지》, 그리고 잉마르 베리만의 1957년 걸작인 제7의 봉인이 있다. 디즈니의 1951년 애니메이션 영화 이상한 나라의 앨리스 또한 판타지 고전이다.
1950년대에는 또한 그리스 또는 아라비아 전설을 기반으로 한 저예산 판타지 영화가 다수 제작되었다. 이 중 가장 주목할 만한 작품은 레이 해리하우젠의 특수 효과와 버나드 허먼의 음악을 특징으로 하는 1958년의 신밧드의 7번째 모험일 것이다.

### 1960년대
해리하우젠은 1960년대에 일련의 판타지 영화를 작업했는데, 가장 중요한 작품은 아르고 황금 대탐험 (1963)이다. 많은 비평가들은 이 영화를 스톱 모션 애니메이션 조각상, 해골, 하피, 히드라, 그리고 다른 신화 속 생물들로 인해 해리하우젠의 걸작으로 꼽았다. 이 10년의 다른 해리하우젠 판타지 및 과학 판타지 협업 작품으로는 쥘 베른의 신비의 섬 (1961) 각색판, 라켈 웰치 주연의 비판받은 공룡 100만년, 그리고 공룡 지대 (1969)가 있다.
검과 샌들 장르의 성공에 힘입어 마치스테 시리즈를 포함한 고전 신화를 바탕으로 한 여러 이탈리아 B급 영화가 제작되었다. 그 외에는 1960년대에는 판타지 영화가 거의 없었다. 토니 랜들이 그리스 신화의 여러 인물을 연기한 판타지 영화 《닥터 라오의 7가지 얼굴》은 1964년에 개봉되었다. 그러나 1967년 브로드웨이 뮤지컬 카멜롯의 각색판은 뮤지컬의 원작인 T. H. 화이트의 고전 《옛날과 미래의 왕》에서 대부분의 판타지 요소를 제거했다. 1960년대에는 또한 우르줄라 안드레스가 불멸의 "복종해야 하는 그녀"를 연기한 해거드의 She의 새로운 각색판이 1965년에 등장했으며, 1968년에는 《아야샤: 그녀의 귀환》 소설을 바탕으로 한 속편 The Vengeance of She가 해머 필름 프로덕션스에서 제작되었다. 뮤지컬 판타지 영화 메리 포핀스는 1964년에 개봉되었고, 1968년에는 이언 플레밍의 이야기를 바탕으로 로알드 달이 각본을 쓴 치티치티뱅뱅이 개봉되었다.

### 1970년대
아서왕 전설의 판타지 요소는 1975년 몬티 파이튼과 성배에서 비록 터무니없이 다시 등장했다. 해리하우젠도 1970년대에 두 편의 추가 신밧드 판타지인 신밧드의 대모험 (1974)과 신밧드와 마법의 눈 (1977)으로 스크린에 돌아왔다. 애니메이션 영화 《마법사들》 (1977)은 흥행에는 제한적인 성공을 거두었지만 컬트 영화로 자리매김했다. 1975년의 《노아》도 있었는데, 극장 개봉은 되지 않았지만 2006년 DVD로 출시되었을 때 컬트작이 되었다. 일부는 조지 번스 주연의 1977년 영화 오 하느님!을 판타지 영화로 간주할 것이고, 1978년의 천국의 사도는 1941년의 천국의 사도 조단(1943년의 천국은 기다려준다 아님)의 성공적인 뱅시안 판타지 리메이크였다.
1970년대에는 1975년의 《시간을 잊은 땅》과 같은 저예산 "잃어버린 세계" 영화 몇 편이 제작되었다. 그 외에는 이 10년 동안 주류 영화에서 판타지 장르가 크게 부재했지만, 1971년의 마법의 빗자루와 초콜릿 천국은 대중의 시선을 사로잡은 두 편의 판타지 영화였다. 전자는 메리 포핀스를 만든 같은 팀이 주로 참여했으며, 후자는 로알드 달이 각본과 소설 모두를 맡았다.

### 1980년대
1980년대 판타지 영화는 초기에는 감독들이 기존 신화에 새로운 해석을 가하는 특징을 보였다. 레이 해리하우젠은 타이탄 족의 멸망에서 그리스 전설의 괴물들을 생생하게 재현했고, 아서왕 전설은 존 부어먼의 1981년 영화 엑스칼리버에서 스크린으로 돌아왔다. 리들리 스콧의 1985년 영화 레전드와 테리 길리엄의 1981년-1986년 판타지 서사극 3부작 (시간 도둑들, 브라질, 그리고 바론의 대모험)과 같은 영화들은 초현실적인 이미지와 생각을 자극하는 줄거리를 특징으로 하는 새로운 예술가 주도 스타일을 탐구했다. 현대 검마 판타지의 붐은 1982년 코난 - 바바리안을 시작으로 비슷한 시기에 시작되었고, 1983년 크룰과 불과 얼음, 그리고 메르헨과 같은 판타지 영화의 붐이 이어졌다. 네버엔딩 스토리 (1984), 레이디호크 (1985), 프린세스 브라이드 (1987), 그리고 윌로우 (1988) 등이 대표적이다.
1980년대에는 또한 현대적 배경과 액션 영화의 효과를 이국적인 판타지 같은 개념과 혼합하는 경향이 시작되었다. 존 카펜터가 감독하고 커트 러셀이 주연을 맡은 빅 트러블 (1986)은 현대 차이나타운을 배경으로 유머, 무술, 그리고 고전적인 중국 민속을 결합했다. 불멸의 스코틀랜드 검객에 대한 영화인 하이랜더는 같은 해에 개봉되었다.
짐 헨슨은 80년대에 두 편의 상징적인 판타지 영화를 제작했는데, 엄숙한 다크 크리스탈과 더 기발하고 숭고한 사라의 미로여행이다. 한편, 로버트 저메키스는 누가 로저 래빗을 모함했나를 감독했는데, 여기에는 애니메이션 "황금 시대"의 다양한 유명 만화 캐릭터들이 등장한다. 미키 마우스, 미니 마우스, 도널드 덕, 벅스 버니, 대피 덕, 드루피, 와일 E. 코요테와 로드 러너, 실베스터 더 캣, 트위티 파이, 지미니 크리켓 등이 그 예이다.

### 1990년대
1990년대에는 디즈니 르네상스가 있었는데, 이 시기에 디즈니 애니메이션에서 많은 성공적인 판타지 문학 작품 각색판이 출시되었다.
알라딘 (1992)
암흑의 군단 (1992)
미녀와 야수 (1991)
브람 스토커의 드라큘라 (1992)
드래곤하트 (1996)
가위손 (1990)
환타지아 2000 (1999)
그린 마일 (1999)
사랑의 블랙홀 (1993)
기계 속 유령 (1995)
헤라클레스 (1997)
호커스 포커스 (1993)
후크 (1991)
리틀 인디언 (1995)
쥬만지 (1995)
카잠 (1996)
마틸다 (1996)
조 블랙의 사랑 (1998)
뮬란 (1998)
심야의 공포 (1990)
이집트 왕자 (1998)
모노노케 히메 (모노노케 히메) (1997)
토이 스토리 (1995)
토이 스토리 2 (1999)
더 윈드 인 더 윌로우즈 (미스터 토드의 와일드 라이드) (1996)
마녀들 (1990)

### 2000년대
2000년대에는 장르의 붐이 일었다. 이는 반지의 제왕과 해리 포터의 성공에 의해 더욱 증폭되었으며, 이는 나니아 연대기, 게드전기, 에라곤, 잉크하트, 그리고 황금나침반을 포함한 판타지 문학 작품의 영화 각색으로 이어졌다. 스타워즈 프리퀄 삼부작과 캐리비안의 해적도 흥행에 성공했다.
완벽한 그녀에게 딱 한가지 없는 것 (2004)
17 어게인 (2009)
300 (2006)
앨빈과 슈퍼밴드 (2007)
안지 (2004)
아틀란티스: 잃어버린 제국 (2001)
빅 피쉬 (2003)
비밀의 숲 테라비시아 (2007)
그림 형제 (2005)
나니아 연대기 (2005-10)
코렐라인: 비밀의 문 (2009)
유령 신부 (2005)
와호장룡 (2000)
벤자민 버튼의 시간은 거꾸로 간다 (2008)
디워 (2007)
도리안 그레이 (2009)
던전 앤 드래곤 (2000-12)
엘프 (2003)
쿠스코? 쿠스코! (2000)
마법에 걸린 사랑 (2007)
에라곤 (2006)
팻 알버트 (2004)
황금나침반 (2007)
해리 포터 (2001–11)
헥서 (2001)
그린치 (2000)
하울의 움직이는 성 (2004)
파르나서스 박사의 상상극장 (2009)
이매진 댓 (2009)
잉크하트 (2008)
거짓말의 발명 (2009)
킹콩 (2005)
레이디 인 더 워터 (2006)
레모니 스니켓의 위험한 대결 (2004)
루니 툰: 백 인 액션 (2003)
반지의 제왕 (2001–03)
러블리 본즈 (2008)
변장의 달인 (2002)
몬스터 주식회사 (2001-13)
내니 맥피 (2005)
나이트 워치 (2004)
판의 미로 (2006)
피터 팬 (2003)
캐리비안의 해적 (2003-17)
프레체몰로 (2003)
윗치 마운틴 (2009)
수면의 과학 (2006)
켈스의 비밀 (2009)
더 시커: 더 다크 이즈 라이징 (2007)
슈렉 (2001-10)
스파이더맨 (샘 레이미 3부작) (2002-07)
스파이더위크가의 비밀 (2008)
스파이크 (2008)
센과 치히로의 행방불명 (2002)
스타더스트 (2007)
스타워즈 에피소드 I-III (1999-2005)
게드전기 (2006)
보물성 (2002)
트와일라잇 (2008–12)
언더월드 (2003-16)
괴물들이 사는 나라 (2009)
자투라: 스페이스 어드벤쳐 (2005)

### 2010년대
2010년대 초반에는 2000년대에 유행했던 책을 영화화하는 경향이 계속되었다. 또한 이 10년 동안에는 특히 월트 디즈니 픽처스의 오래된 판타지 영화 리메이크가 만연했다.
링컨: 뱀파이어 헌터 (2012)
알라딘 (2019)
이상한 나라의 앨리스 (2010)
거울 나라의 앨리스 (2016)
아쿠아맨 (2018)
몬스터 콜 (2016)
시간의 주름 (2018)
바후발리: 더 비기닝 (2014)
바후발리 2: 더 컨클루전 (2017)
미녀와 야수 (2017)
블랙 팬서 (2018)
메리다와 마법의 숲 (2012)
곰돌이 푸 다시 만나 행복해 (2018)
신데렐라 (2015)
타이탄 (2010) 및 2012년 속편 타이탄의 분노
코난: 암흑의 시대 (2011)
크림슨 피크 (2015)
다크 섀도우 (2012)
닥터 스트레인지 (2016)
신비한 동물들과 그린델왈드의 범죄 (2018)
신비한 동물사전 (2016)
겨울왕국 (2013)
겨울왕국 2 (2019)
고질라: 킹 오브 몬스터 (2019)
구스범스 (2015)
걸리버 여행기 (2010)
해리 포터와 죽음의 성물 1부 (2010)
해리 포터와 죽음의 성물 2부 (2011)
바니 버디 (2011)
드래곤 길들이기 (2010–19)
신들의 전쟁 (2011)
숲속으로 (2014)
잭 더 자이언트 킬러 (2013)
존 카터: 바숨 전쟁의 서막 (2012)
라이프 오브 파이 (2012)
말레피센트 (2014)
말레피센트 2 (2019)
메리 포핀스 리턴즈 (2018)
맥시멈 셰임 (2010)
미드나잇 인 파리 (2011)
백설공주 (2012)
미스 페레그린과 이상한 아이들의 집 (2016)
오즈 그레이트 앤드 파워풀 (2013)
패딩턴 (2014)
팬 (2015)
퍼시 잭슨과 바다 괴물 (2013)
퍼시 잭슨과 번개 도둑 (2010)
피터와 드래곤 (2016)
피터 래빗 (2018)
페르시아의 왕자: 시간의 모래 (2010)
장화 신은 고양이 (2011)
사르다르 지 (2015) (펀자브어)
스콧 필그림 (2010)
스노우 화이트 앤 더 헌츠맨 (2012)
바다의 노래: 벤과 셀키요정의 비밀 (2014)
써커 펀치 (2011)
더 바스타드 소드 (2018)
마이 리틀 자이언트 (2016)
호빗 (2012–14)
정글북 (2016)
왕이 될 아이 (2019)
라스트 에어벤더 (2010)
로렉스 (2012)
머펫 대소동 (2011)
호두까기 인형과 4개의 왕국 (2018)
트롤 (2016)
셰이프 오브 워터: 사랑의 모양 (2017)
마법사의 제자 (2010)
토르: 라그나로크 (2017)
토르: 다크 월드 (2013)
토르: 천둥의 신 (2011)
토이 스토리 3 (2010)
토이 스토리 4 (2019)
원더우먼 (2017)
유어 하이니스 (2011)

### 2020년대
2020년대는 2023년 현재 몬스터 헌터, 수퍼 소닉, 슈퍼 마리오 브라더스, 던전 앤 드래곤: 도적들의 명예 등 스튜디오들이 게임을 영화화하는 데 대한 관심이 증가하고 있음을 보여주었다.
블러드샷 (2020)
닥터 두리틀 (2020)
드래곤하트 - 벤전스 (2020)
던전 앤 드래곤: 도적들의 명예 (2023)
엔칸토: 마법의 세계 (2021)
신비한 동물들과 덤블도어의 비밀 (2022)
판타지 아일랜드 (2020)
주짓수 (2020)
몬스터 헌터 (2020)
뮬란 (2020)
나우엘과 마법의 책 (2020)
올드 가드 (2020)
온워드: 단 하루의 기적 (2020)
수퍼 소닉 (2020)
소닉 더 헤지호그 2 (2022)
스파이더맨: 노 웨이 홈 (2021)
슈퍼 마리오 브라더스 (2023)
트롤: 월드 투어 (2020)
마녀를 잡아라 (2020)
원더 우먼 1984 (2020)
울프워커스 (2020)